# Alderglen Springs (California)
Alderglen Springs es un área no incorporada ubicada en el condado de Sonoma en el estado estadounidense de California.

## Geografía
Alderglen Springs se encuentra ubicada en las coordenadas 38°50′7″N 123°3′10″O / 38.83528, -123.05278.